# Gyōji Nomiyama

Mur de la gare de Meiji Jingumae, Tōkyō.

Gyōji Nomiyama (野見山 曉治) (né le 17 décembre 1920 à Honami(穂波村) dans le District de Kaho, préfecture de Fukuoka  et mort le 22 juin 2023 à Fukuoka) est un peintre japonais de style occidental yōga.

## Biographie et œuvre
Gyōji Nomiyama est diplômé de la Tōkyō Art Academy (東京美術学校, Tōkyō bijutsu gakkō), précurseur de l'Université des arts de Tokyo, en 1943. La même année, il est envoyé combattre en Chine ; il est renvoyé au Japon pour raisons médicales.
En 1948, il reçoit un prix à l'exposition de l'Association des artistes libres (自由美術家協会, Jiyū bijutuska kyōkai). En 1952, il part pour sept ans en France, et il s'oriente vers la peinture abstraite. Il est influencé par Shina Sonoji (椎名其二, 1887-1962), un fin connaisseur de la France. En 1956, il devient membre du Salon d'automne. En 1958, Nomiyama reçoit le prix Yasui (安井賞 ). En 1986, il devient professeur à son alma mater. En 1978, il reçoit le Japan Essayist Club Prize (日本エッセイスト・クラブ).
Il participe à la création du musée Mugonkan, à Ueda, dans la préfecture de Nagano.
En 2000, Nomiyama est honoré en tant que personne de mérite culturel, et en 2014, il reçoit l'Ordre de la Culture.